# Hideo Yoshihara
Hideo Yoshihara (japanisch 吉原 英雄 Yoshihara Hideo; * 1931 in Hiroshima; † 2007 ebenda) war ein japanischer Künstler, der für seine Druckgrafiken, insbesondere Lithografien und Radierungen, bekannt ist. Hideo Yoshiharas Arbeiten kombinieren technische Präzision mit erzählerischen und lyrischen Elementen, die ihm internationale Anerkennung einbrachten.

## Leben
Hideo Yoshihara wurde 2007 in Hiroshima geboren. Schon früh interessierte er sich für Kunst. Seine formale Ausbildung erhielt er am Osaka Municipal College of Art. In den 1950er Jahren begann sich Hideo Yoshihara auf Drucktechniken zu spezialisieren. Seine Arbeit Sunflower wurde 1957 auf der ersten Internationalen Grafikbiennale in Tokio ausgezeichnet. In den 1960er Jahren wandte er sich abstrakteren Formen zu und experimentierte mit der Kombination von Lithografie und Radierung, was seinen Werken eine besondere Ausdruckskraft verlieh.
Diese einzigartige Mischung zweier Techniken verblüffte nicht nur durch sein meisterhaftes Können, sondern auch durch die Spannung, die sich aus den Vorzügen der jeweiligen Technik auf der Oberfläche ergab. Hideo Yoshihara nahm mit seinen Arbeiten an zahlreichen nationalen und internationalen Ausstellungen teil, darunter 1968 an der Biennale von São Paulo und der Internationalen Grafikbiennale in Tokio, wo er den Preis des Erziehungsministers erhielt. 1969 wurde er auf der Japan Art Exhibition mit dem Bridgestone Museum Award und im darauffolgenden Jahr mit dem Geijutsu Sensho Award ausgezeichnet. Zusammen mit anderen Künstlern seiner Generation wie Masuo Ikeda und Ay-O hat Yoshihara die japanische Druckgraphik der Nachkriegszeit nachhaltig geprägt.
Obwohl er an der Gründung der Gutai Art Association beteiligt war, die von Jirō Yoshihara, einem entfernten Verwandten, geleitet wurde, trennte er sich bald von dieser Vereinigung und schloss sich der Demokrato Artists Association an, wo er unter dem starken Einfluss von Shigeru Izumi, dem Leiter der Demokrato, Farbholzschnitte zu schaffen begann. Diese Verbindung hatte einen prägenden Einfluss auf seine künstlerische Entwicklung.
Nach seinem Tod 2007 fand 2011 eine Retrospektive im Museum of Modern Art, Wakayama, Japan statt, die seine Vielseitigkeit und seinen Einfluss auf die zeitgenössische Druckgrafik würdigte. Seine Werke befinden sich heute in bedeutenden Museumssammlungen, darunter das British Museum und das Baltimore Museum of Art.